# Tarantella
La tarantella è un tipo di danza tradizionale dell'Italia meridionale e insulare (Sicilia), accompagnata da melodie in tempo vivace e metro vario, spesso composto (68 o 128) ma in molti casi anche semplice (44); il modo può essere di preferenza maggiore o minore a seconda dell'uso locale. 
La tarantella non è un unico genere di danza e riconosce diverse tradizioni regionali (campana, calabrese, pugliese, lucana, siciliana) che si ritiene traggano tutte origine dal fenomeno del tarantismo, sebbene alcuni autori napoletani abbiano suggerito una diversa genesi per la tarantella campana.
Delle tante varianti, la tarantella napoletana è quella che ha ricevuto una codificazione colta (XIX secolo) che ha in parte tradito lo spirito del folklore originario, ha attratto l'interesse della musica classica e ha reso la tarantella un simbolo dell'Italia in tutto il mondo.

## Evoluzione storica
La prima fonte storica risale ai primi anni del XVII secolo e sin dal suo primo apparire il ballo è legato al complesso e rituale fenomeno del tarantismo. Mentre conosciamo alcuni motivi sei-settecenteschi di tarantella, non è possibile conoscere con sicurezza le forme coreutiche di quei secoli per mancanza di notazioni coreografiche dell'epoca e riferibili alle classi popolari che praticavano tale danza.
Originatasi probabilmente nella provincia di Taranto, nel XIX secolo la tarantella è divenuta uno degli emblemi più noti del Regno delle Due Sicilie e il suo nome ha sostituito i nomi di balli diversi preesistenti di varie zone dell'Italia meridionale, diventando così la danza italiana più nota all'estero. La diffusione di moda del termine spiega il fatto che oggi vari tipi di balli popolari e musiche da ballo recano il nome di "tarantella".
Molti compositori colti si sono ispirati tra il XVIII e il XX secolo ai motivi e ai ritmi delle tradizioni meridionali, componendo e costituendo un genere a sé di tarantella colta. Una celebre trasposizione colta è quella composta per voce e pianoforte da Gioachino Rossini, intitolata La danza, che fu arrangiata per esecuzione orchestrale, insieme con altri brani pianistici di Rossini, da Ottorino Respighi nel secolo XIX. Altrettanto o più noto, tanto da essersi fatto stereotipo di Napoli (e nel mondo dell'Italia), oltre che della danza stessa, è il tema di tarantella scritto da Luigi Ricci nel 1852 per l'opera La festa di Piedigrotta. Altro esempio nella musica colta è la Tarantella di Fryderyk Chopin del 1841; inoltre da ricordare la Tarantella dal balletto Pulcinella di Stravinskij del 1920 e la Tarantella, tratta dai Dodici pezzi infantili op. 65, composta da Sergej Prokof'ev nel 1936.

## Etimologia

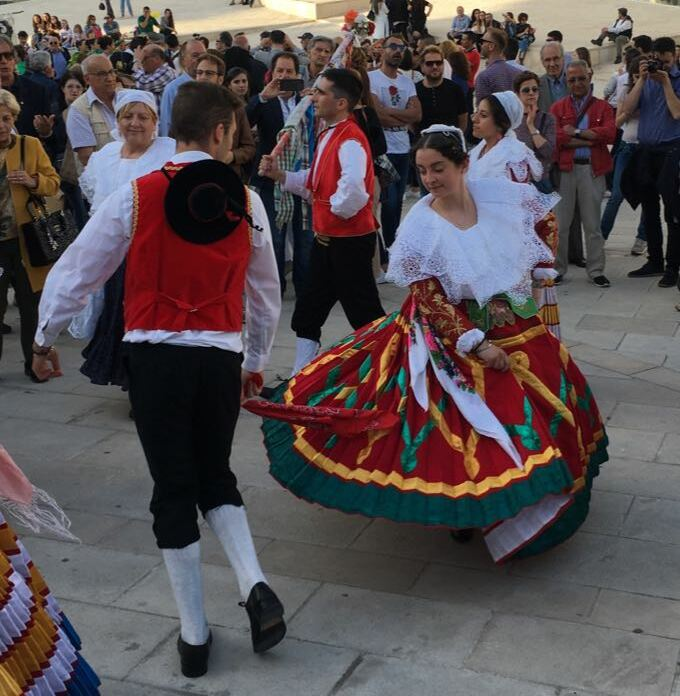
Balli italo-albanesi, San Paolo Albanese (Potenza, Basilicata) in Italia

Il nome "tarantella" deriva da "taranta", termine dialettale delle regioni meridionali italiane per designare la Lycosa tarentula, un ragno velenoso diffuso nell'Europa meridionale e in particolare nelle campagne di Taranto, da cui prende il nome. In quelle zone il ballo della tarantella è in parte legato alla terapia del morso della tarantola. La tradizione affidava al veleno di questo ragno effetti diversi, a seconda delle credenze locali: malinconia, convulsioni, disagio psichico, agitazione, dolore fisico e sofferenza morale.
Chi veniva morso o credeva di essere stato morso da una tarantola (ma anche da scorpioni, insetti o rettili vari) tendeva a un esagerato dinamismo e ricorreva a terapie coreo-musicali, particolarmente efficaci durante la festività dei santi Pietro e Paolo che, mediante l'insistenza della pratica della danza, provocassero l'espulsione del veleno attraverso sudori e umori. Per lo studio del fenomeno del tarantismo in Italia è fondamentale l'opera di Ernesto De Martino (v. La terra del rimorso). Non tutte le forme di danza erano comunque legate a questo fenomeno: si danzava anche in occasioni pubbliche (festività religiose, pellegrinaggi ai santuari, ricorrenze agricole) e private (matrimoni, battesimi, ecc.) come espressione di religiosità e gioia.
Non è trascurabile l'ascendenza che alcuni storici della musica attribuiscono alla città di Taranto per le origini del ballo, chiamato anticamente Tarantedde.
In entrambi i casi il termine sarebbe poi passato a descrivere tutte le forme di musica e ballo "non colte" del Centro-Sud Italia.

## Tipi di tarantelle
- Tarantella sorrentina, danza tradizionale che nasce nel XVIII secolo, ma secondo alcune leggende le sue movenze sarebbero servite alle sirene per ammaliare Ulisse
- Tarantella montemaranese, radicata nel comune di Montemarano soprattutto durante il carnevale, un tempo estesa a tutta l'Irpinia specialmente nell'alta e media valle del Calore
- Tarantella montecalvese
- Tarantella arbëreshë, tipica dei paesi di etnia arbëreshë.
- Tarantella calabrese, con diverse varianti che vanno dalla viddaneddha reggina alla pastorale del Pollino
- Tarantella pugliese, indica varie tarantelle diffuse nella regione: la pizzica, con tutte le sue varianti di zona in zona (province di Taranto, Brindisi, Lecce, Bari, Barletta-Andria-Trani, ma anche alcune aree della provincia di Matera ossia Tricarico, Matera e Montescaglioso), la tarantella del Gargano, diffusa in tutto il promontorio del Gargano, la tarantella vera e propria diffusa in tutta la regione
- Tarantella abruzzese, che racchiude due sottotipi: saltarella e ballarella
- Tarantella campana e tammurriata
- Tarantella siciliana ovvero u ballettu
- Tarantella molisana conosciuta come ballarella
- Tarantella lucana simile alla tarantella del Pollino
- Tarantella cilentana
- Tarantella romana
- Tarantella laziale